# Șoimuș, Sălaj

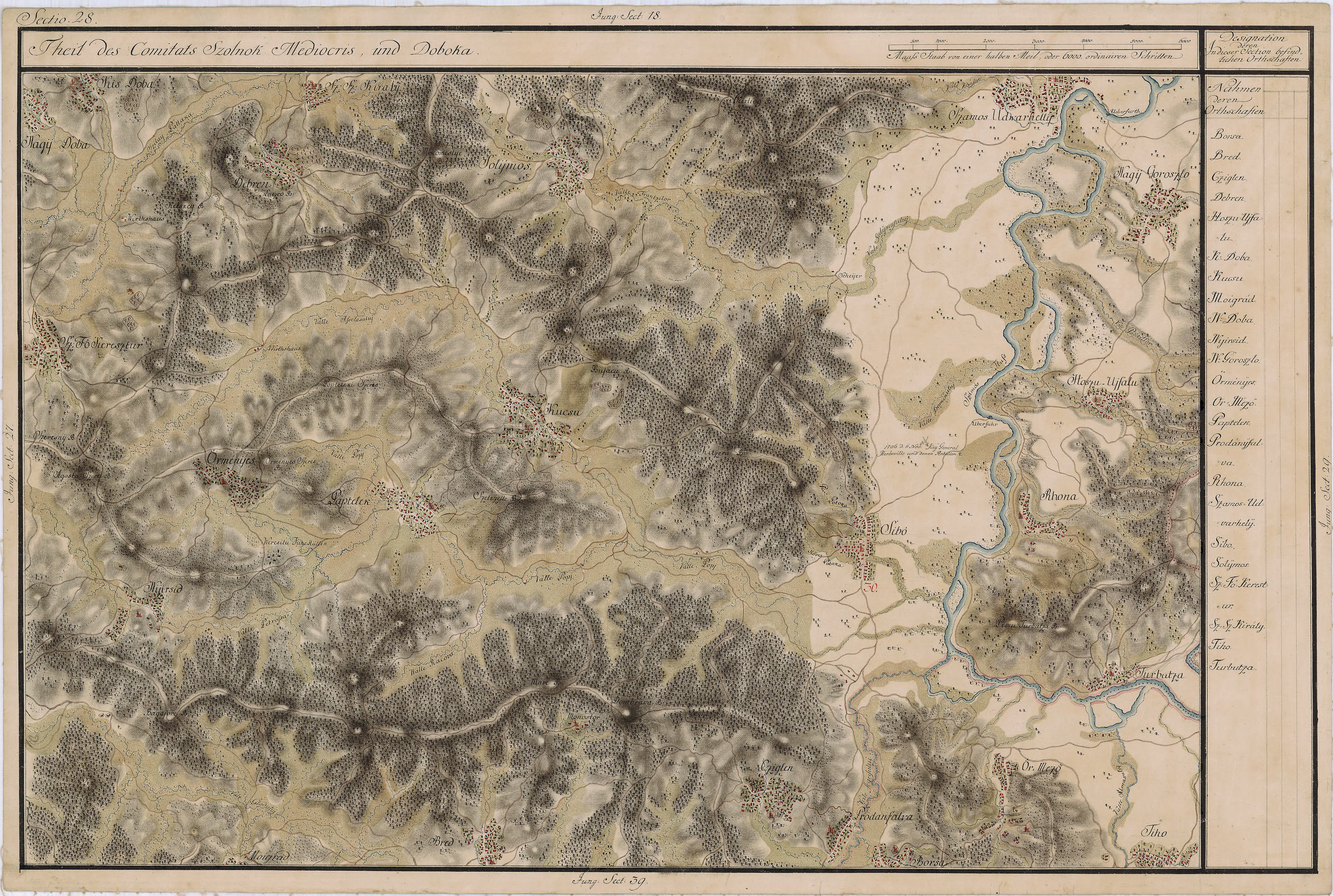
Șoimuș în Harta Iosefină a Transilvaniei, 1769-1773

Șoimuș (în maghiară Szilágysolymos, colocvial Solymos) este un sat în comuna Someș-Odorhei din județul Sălaj, Transilvania, România.

## Așezare geografică
Satul Șoimuș este așezat în nordul județului Sălaj, la o distanță de 8 km NV de orașul Jibou și la 12 km SV de centrul de comună Someș-Odorhei, având legături cu toate aceste localități pe șosele asfaltate.
Șoimuș este o așezare populată (class P - Locuri populate) în Judetul Sălaj, România (Europe), având codul de regiune Eastern Europe. Este situat la o altitudine medie de 239 metri deasupra nivelului mării. 
Coordonatele sale sunt 47°18'0" N și 23°11'0" E în format DMS (grade, minute, secunde) sau 47.3 și 23.1833 (în grade zecimale). Poziția sa UTM este FT64 iar referința Joint Operation Graphics este NL34-03.

## Istorie
Prima atestare documentară a localității provine din anul 1205, când satul apare sub numele de Solumus. 
Alte atestări documentare provin din anii: 1219 Villa Solumus, 1367 Solzmus, 1387 Villa olachalis Salumus, 1423 Valselomus, 1499 Kissolymos, 1540 Nagy-solymos, 1543 Naghsolmos, Kÿssolmos, 1545 Nagysolmos, Kissolmas, Solÿmos, Kÿ Solymos, 1549 Nagsolmos, 1553 Nagsolmos, 1570 Nagysolmos, Kÿssolÿmos, 1713 Soljmos, 1733 Solymos, 1850 Solymos, 1854 Solymos, Șolimoș, 1900 Solymos, 1930 Șoimuș, 1966 Șoimuș.

## Demografie
Conform recensământului populației României din anul 2002, localitatea avea la acea dată 407 locuitori, din care 186 de sex masculin și 221 de sex feminin. 
Conform recensământului populației României din anul 2011, localitatea mai avea la acea dată 312 locuitori. 
 Acest articol despre o localitate din județul Sălaj este deocamdată un ciot. Puteți ajuta Wikipedia prin completarea lui.